# Droga krajowa B40 (Austria)
Droga krajowa B40 (Mistelbacher Straße) – droga krajowa we wschodniej Austrii. Arteria zaczyna się w Hollabrunn, gdzie krzyżuje się z B303. Trasa prowadzi w kierunku wschodnim przez Mistelbach do Brünner Straße i dalej przez Zistersdorf dociera do leżącego tuż przy granicy ze Słowacją miasta Dürnkrut.